# Condado de Cape Girardeau
El condado de Cape Girardeau (en inglés: Cape Girardeau County) es un condado en el estado estadounidense de Misuri. En el censo de 2000 el condado tenía una población de 68.693 habitantes. Forma parte del área metropolitana de Cape Girardeau – Jackson. La sede de condado es Cape Girardeau. Es uno de los cinco condados originales de Misuri, siendo fundado el 1 de octubre de 1812. Fue nombrado en honor al oficial francés Jean Baptiste de Girardot, quien en 1733 construyó un puesto de intercambio en el área ocupada actualmente por la ciudad de Cape Girardeau.

## Geografía
Según la Oficina del Censo, el condado tiene un área total de 1.518 km² (586 sq mi), de la cual 1.499 km² (579 sq mi) es tierra y 19 km² (7 sq mi) (1,31%) es agua.

### Condados adyacentes
- Condado de Perry (norte)
- Condado de Union, Illinois (noreste)
- Condado de Alexander, Illinois (este)
- Condado de Scott (sureste)
- Condado de Stoddard (sur)
- Condado de Bollinger (oeste)

## Autopistas importantes
- Interestatal 55
- U.S. Route 61
- Ruta Estatal de Misuri 25
- Ruta Estatal de Misuri 34
- Ruta Estatal de Misuri 72

## Demografía
En el  censo de 2000, hubo 68.693 personas, 26.980 hogares y 17.941 familias residiendo en el condado. La densidad poblacional era de 119 personas por milla cuadrada (46/km²). En el 2000 había 29.434 unidades habitacionales en una densidad de 51 por milla cuadrada (20/km²). La demografía del condado era de 92,13% blancos, 5,28% afroamericanos, 0,36% amerindios, 0,75% asiáticos, 0,03% isleños del Pacífico, 0,31% de otras razas y 1,15% de dos o más razas. 0,91% de la población era de origen hispano o latino de cualquier raza. 
La renta promedio para un hogar del condado era de $45.862 y el ingreso promedio para una familia era de $58.037. En 2000 los hombres tenían un ingreso medio de $32.371 versus $20.833 para las mujeres. La renta per cápita para el condado era de $24.303 y el 11,10% de la población estaba bajo el umbral de pobreza nacional.

## Ciudades y pueblos
| - Allenville - Burfordville - Cape Girardeau - Daisy | - Delta - Dutchtown - Friedheim - Fruitland | - Gordonville - Jackson - Millersville | - New Wells - Oak Ridge - Old Appleton | - Pocahontas - Scott City - Whitewater |